# Кук (Білоруська міфологія)
Кук (біл. Кук) — персонаж білоруської міфології, лісовий дух — найстаріший птах, цар й покровитель усіх пернатих, а також захисник всього пташиного царства. Він літає по лісі, розганяючи всіх хижаків, що спокусилися на будь-кого з його підданих, або на сам ліс. В основному Кук живе на віддалі від інших живих істот, але якщо комусь знадобитися його допомога — він завжди прийде.